# Arsen Julfalakjan
Arsen Julfalakjan (armeniska: Արսեն Ջուլֆալակյան), född den 8 maj 1987 i dåvarande Leninakan i Armeniska SSR i Sovjetunionen (nu Gjumri i Armenien), är en armenisk brottare som tog OS-silver i welterviktsbrottning vid de grekisk-romerska OS-brottningstävlingarna 2012 i London. 